# 奥谷武彦
奥谷 武彦（おくたに たけひこ、1937年2月3日 - ）は、日本の経営者。神戸電鉄社長を務めた。兵庫県出身。

## 経歴
1953年に慶應義塾大学経済学部を卒業し、同年に京阪神急行電鉄(現在の阪急電鉄)に入社。1980年6月に取締役に就任し、1992年6月に常務を経て、1994年6月に阪急バス社長に就任し、1998年6月には神戸電鉄社長に就任。2003年6月に会長を経て、2006年6月に相談役に就任。
2010年4月に旭日中綬章を受章。